# Ernő Gubányi
Ernő Gubányi, madžarski rokometaš, * 13. oktober 1950, Salgótarján.
Leta 1976 je na poletnih olimpijskih igrah v Montrealu v sestavi madžarske rokometne reprezentance osvojil šesto mesto.
Čez štiri leta je z reprezentanco osvojil 4. mesto.